# Severino Albarracín
Severino Albarracín Broseta (Liria, 1850-Barcelona, 5 de febrero de 1878) fue un maestro y dirigente anarquista español.

## Biografía
Nacido en 1850 en Liria, estudió en la Escuela Normal de Valencia y accedió por oposición al cuerpo de maestros de primera enseñanza. Formó parte del Partido Republicano y perteneció a la asociación La Juventud Republicana de Valencia. En 1871 ingresó en la Federación Regional Española de la Asociación Internacional de Trabajadores y asistió al 2.º congreso que esta organización celebró en Zaragoza en 1872, donde fue nombrado miembro del Consejo Federal (secretario de la comarca del sur). Posteriormente, cuando este órgano fue eliminado en el Congreso de Córdoba fue nombrado miembro de la Comisión de Correspondencia y Estadística y secretario del Interior.
Participó activamente en la Revolución del Petróleo de 1873, presidiendo el Comité de Salud Pública de Alcoy. Fracasada la revuelta alcoyana, se trasladó a Madrid, donde vivió bajo la falsa identidad de Gabriel Albagés. Fue detenido cuando trataba de enviar documentación revolucionaria a otros miembros de la organización y a los tres días puesto en libertad al hacerse responsable del envío el abogado y médico militar Nemesio Gili y fiador Tomás González Morago.
Se trasladó a Suiza, residiendo primero en Locle, donde los compañeros de la Federación del Jura le proporcionaron trabajo en el sector relojero, y posteriormente en Neuchatêl donde trabajó como grabador. Como miembro del Comité Fédéral Jurassien y del Comité de la Internacional asistió al Congreso de Berna de octubre de 1876. Más tarde se trasladó a La Chaux-de-Fonds donde estuvo trabajando como pintor. Allí conoció y se relacionó con Kropotkin al que introdujo en los asuntos de España.
Aprovechando el cambio de las circunstancias políticas en España y atendiendo a la llamada de los camaradas de la Comisión Federal, se trasladó a Barcelona. Según queda reflejado en algunas cartas enviadas a partir de julio de 1877, confiaba en el estallido de un movimiento político propiciado por los partidarios de Ruiz Zorrilla que serviría para lograr la revolución social. No obstante, su maximalismo revolucionario que había crecido especialmente durante su estancia en Suiza tratando con Kropotkin, Guillaume, Pindy y Brousse, se fue apagando ante el panorama de división que presentaba en Barcelona la Internacional.
Agravada seriamente la tuberculosis que padecía desde hacía tiempo, falleció el cinco o el ocho de febrero de 1878, atendido por el médico anarquista José García Viñas, testigo de que hasta el último momento Albarracín tuvo la causa proletaria como principal preocupación y que su último recuerdo fue para la revolución alcoyana.